# Mera (figlia di Preto)
Nella mitologia greca, Mera era il nome di una delle figlie di Preto il nipote di Sisifo.

## Il mito
Era una compagna di Artemide, la dea della caccia. Venne uccisa dalla dea perché si sentiva tradita, infatti la donna aveva giaciuto con Zeus, il padre degli dei perdendo la sua purezza. Da tale unione nacque un figlio, Locro.